# Королевский замок на Вавеле — Государственное собрание искусства
Королевский замок на Вавеле — Государственное собрание искусства (пол. Zamek Królewski na Wawelu — Państwowe Zbiory Sztuki) — наименование учреждения культуры, находящееся в Кракове, Польша. Организация имеет государственный статус музея и учреждения культуры. Администрация организации находится на территории Королевского замка на Вавеле.

## История
Учреждение культуры «Королевский замок на Вавеле — Государственное собрание искусства» было создано в 1945 году. В настоящее время организация действует на основе Устава, зарегистрированного Министерством культуры (Dz.Urz.MKiDN nr 4 poz.7 от 2000 года).
«Королевский замок на Вавеле — Государственное собрание искусства» зарегистрировано в реестре Национальных учреждений культуры (№ 21/92) и Государственном реестре музеев (№ 16/98).

## Деятельность
Как указано в главе № 1 Устава целью организация является сохранение Королевского замка на Вавеле, являющегося историческим памятником самого высшего ранга, религиозным и культурным наследием польского народа, элементом всемирного наследия. Организация стремится воспроизвести историческое значение Вавеля в различных аспектах, что включить его в современную жизнь польского общества. Эти цели реализуются с помощью следующих средств:
- сбор и сохранение тщательно отобранных произведений искусства и исторических памятников;
- деятельность по сохранению и консервации отобранных произведений искусства и памятников;
- распространение в Польше и за рубежом информации о Вавеле;
- организация и проведение научных симпозиумов и конференций;
- издательская, воспитательная и информационная деятельность;
- поддержание в надлежащем состоянии памятников культуры, находящихся под управлением организации.

## Филиалы
- Замок в Песковой-Скале
- Усадьба в Стрышуве